# Le Lent Voyageur du ciel
Pour plus de détails, voir Fiche technique et Distribution.
Le Lent Voyageur du ciel (Небесный тихоход, Nebesnyï tikhokhod) est un film soviétique réalisé par Semion Alekseïevitch Timochenko, sorti en 1945.

## Fiche technique
- Titre original : Небесный тихоход
- Titre français : Le Lent Voyageur du ciel[1]
- Réalisation : Semion Alekseïevitch Timochenko
- Scénario : Semion Alekseïevitch Timochenko
- Photographie : Alexandre Sigaïev
- Musique : Vassili Soloviov-Sedoï
- Pays d'origine : URSS
- Format : Couleurs - 35 mm - Mono
- Genre : comédie
- Durée : 78 minutes
- Date de sortie : 1945

## Distribution
- Nikolaï Krioutchkov : Vassili Boulotchkine
- Vassili Merkouriev : Semion Toutcha
- Vassili Nechtchiplenko : Sergueï Kaïsarov
- Alla Parfaniak : Valentina Petrova
- Lioudmila Glazova : Ekaterina Koutouzova
- Tamara Aliochina : Maria Svetlova